# 大藤高彦
大藤 高彦（おおふじ たかひこ、1867年12月19日（慶応3年11月24日） - 1943年（昭和18年）12月7日）は、日本の土木工学者。京都帝国大学名誉教授。工学博士。専門は構造工学。
1911年（明治44年）、名古屋電灯による大容量水力発電所として竣工した八百津発電所において技術顧問として設計施工全般の監督を行った。

## 来歴
京都出身。1894年（明治27年）帝国大学工科大学卒業。1896年10月第三高等学校教授。1897年8月、京都帝国大学理工科大学助教授。1899年5月土木学研究のため2年間ドイツ留学を命せられる。1901年10月、帰国し京大教授となる。1903年8月工学博士。1914年（大正3年）7月京都帝国大学理工科大学から工科大学が分離されるに伴い、京都帝大工科大学学長に就任。材料強弱学講座（後の構造強弱学講座）を担当した。1916年欧米各国に出張を命ぜられている。
正三位、勲二等。

## 著書
- 『構造強弱学』（上下巻、近藤泰夫との共著）丸善、1930年